# William Evans (baloncestista)
William Best Evans, (Berea, Kentucky, 13 de septiembre de 1932 - 22 de noviembre de 2020) fue un jugador de baloncesto estadounidense. Con 1,85 de estatura, su puesto natural en la cancha era el de escolta. Fue campeón olímpico con Estados Unidos en los Juegos Olímpicos de Melbourne 1956.